# Henriëtte Ronner-Knip

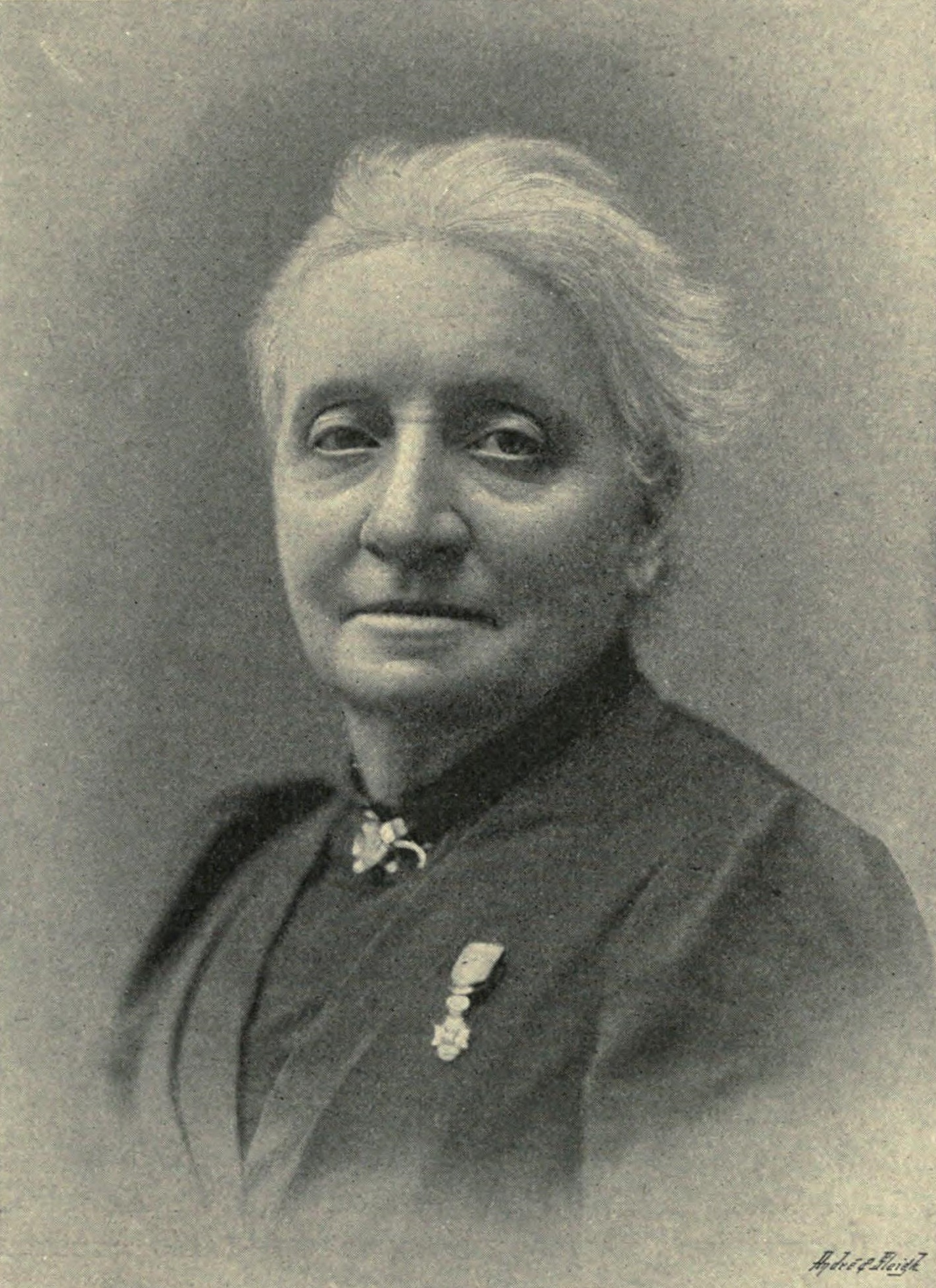
Porträt von Henriëtte Ronner-Knip (1821–1909)

Henriëtte Ronner-Knip (* 31. Mai 1821 in Amsterdam; † 28. Februar 1909 in Ixelles) war eine niederländisch-belgische Malerin, Aquarellmalerin und Zeichnerin.

## Leben und Werk
Als Schülerin ihres Vaters, des Kunstmalers Josephus-Augustus Knip (1777–1847), begann sie schon früh mit der Darstellung von Tieren, insbesondere von Hunden und Katzen. In ihrem späteren Werk konzentrierte sie sich vor allem auf die Abbildung von Katzen aller Arten in luxuriöser Umgebung.
Henriëtte Knip heiratete am 14. März 1850 in Amsterdam Feico Ronner, mit dem sie sechs Kinder hatte. Drei ihrer Kinder Alfred Ronner, Alice Ronner und Emma Ronner wurden ebenfalls Kunstmaler. Nach der Hochzeit 1850 lebte die Familie in Brüssel.
Henriëtte Ronner-Knip war Mitglied der Vereinigung der belgischen Künstlerinnen Cercle des femmes peintres, die von 1888 bis 1893 Gruppenausstellungen mit Werken der Künstlerinnen veranstaltete.

## Galerie

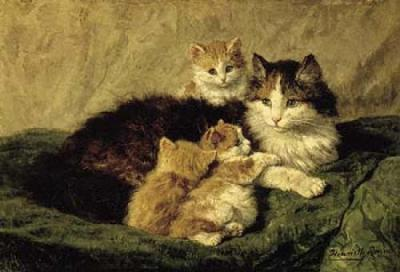
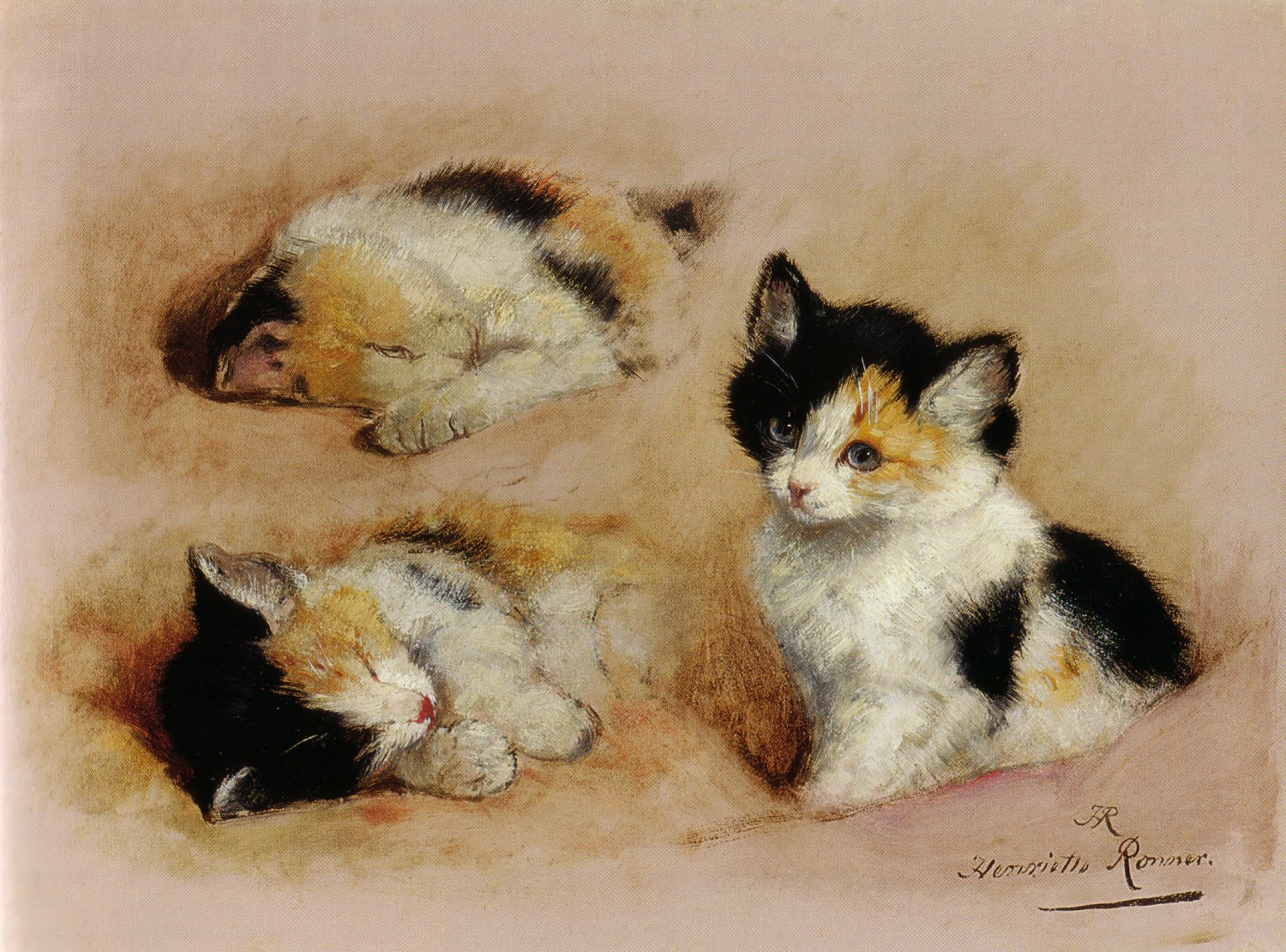
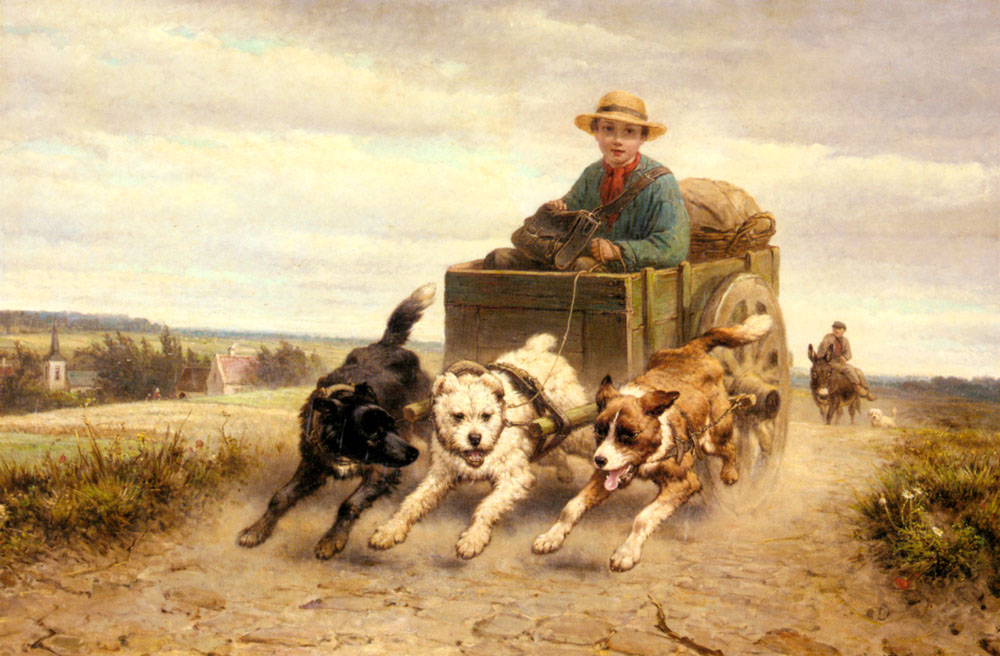
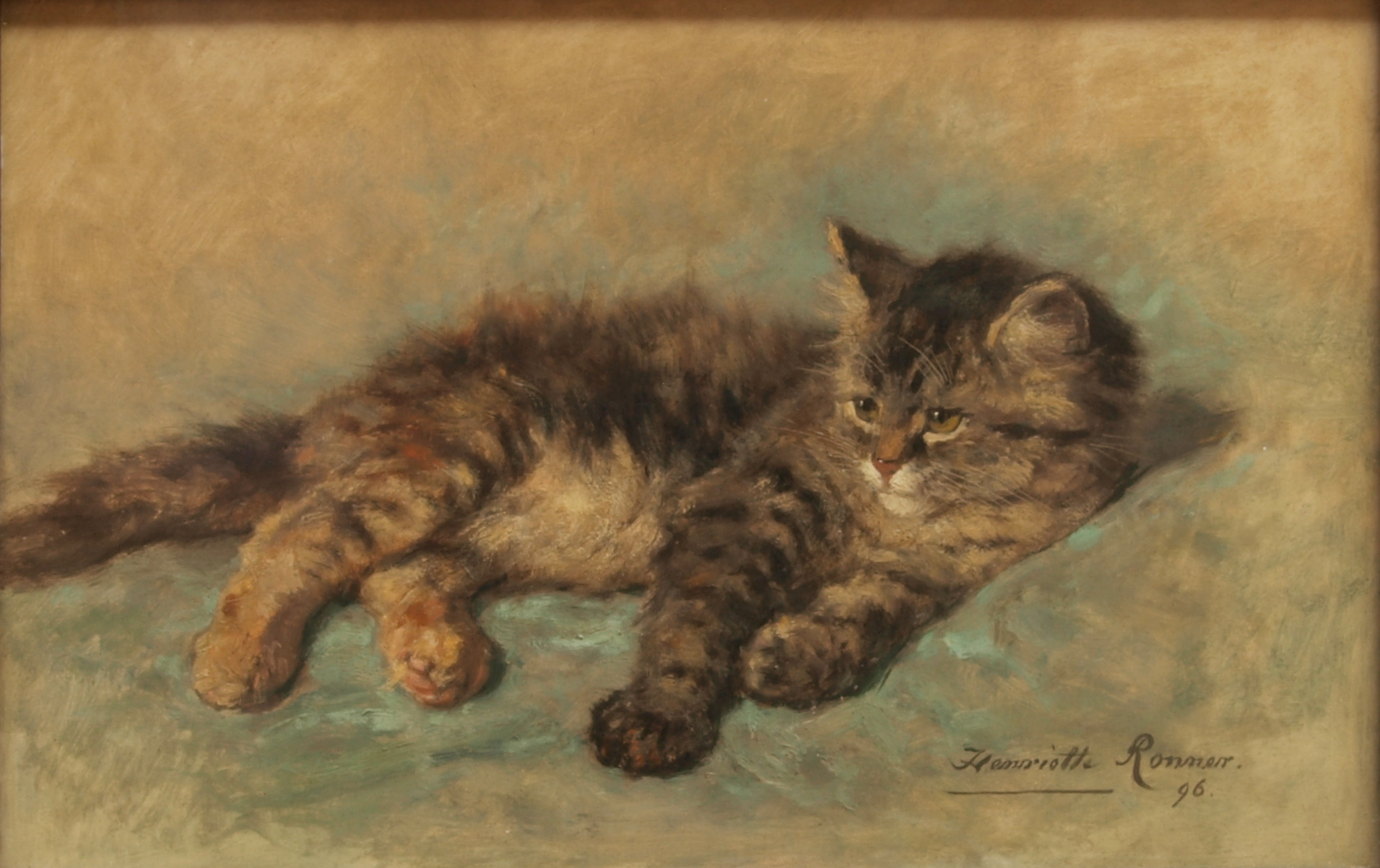
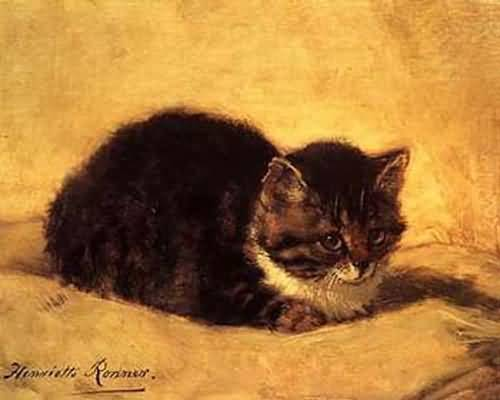
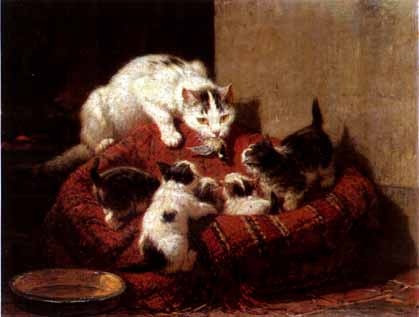
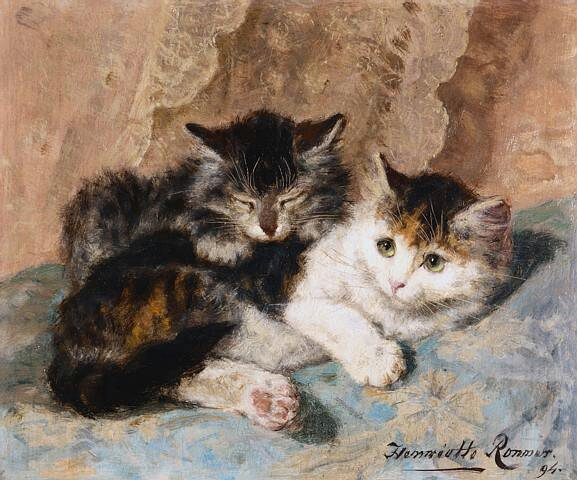
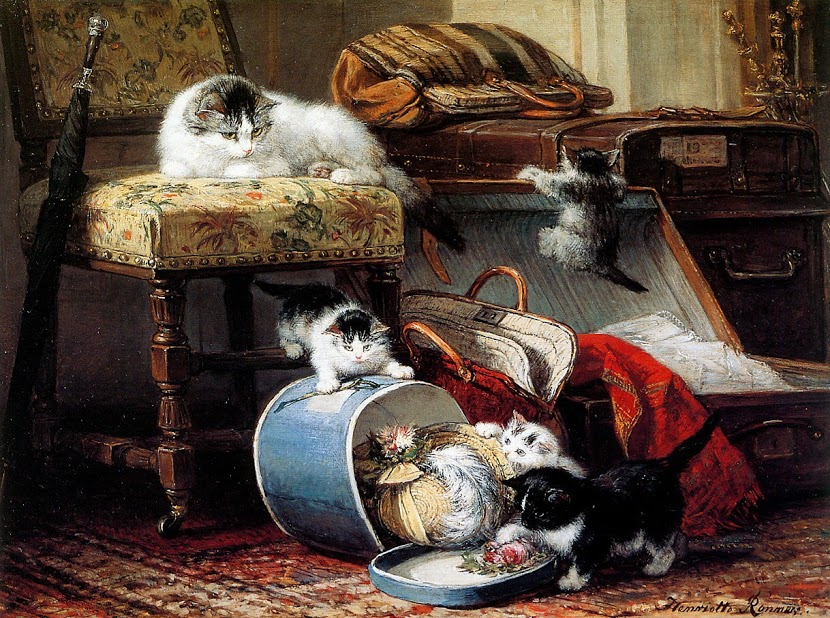